# Lemujut
Lemujut is een bestuurslaag in het regentschap Sidoarjo van de provincie Oost-Java, Indonesië. Lemujut telt 1962 inwoners (volkstelling 2010).